# Silicon Beach
Silicon Beach è la regione Westside dell'area metropolitana di Los Angeles che ospita oltre 500 società startup tecnologiche, perlopiù situate sulla fascia costiera a nord del LAX, verso le Montagne di Santa Monica,  ma il termine può essere applicato in modo colloquiale per riferirsi alla zona del bacino di Los Angeles . Le principali aziende tecnologiche che hanno aperto degli uffici nella regione sono Google, Yahoo!, YouTube, BuzzFeed, Facebook, Salesforce, AOL, Electronic Arts, Sony, EdgeCast Networks, MySpace, Amazon.com, Apple, Inc. e Netflix, Snapchat  e Tinder. 
L'afflusso di società tecnologiche ha avuto importanti ripercussioni sul tipo e la disponibilità di spazi per gli uffici e sui prezzi delle abitazioni a Playa Vista, Playa Del Rey, Westchester, Santa Monica e Venice, già elevati in precedenza a causa della posizione sulla spiaggia. 
Uno dei servizi più importanti della zona è il LAX, l'aeroporto più grande del Nord America occidentale. 